# Liste der Kulturdenkmäler in Kleinbundenbach
In der Liste der Kulturdenkmäler in Kleinbundenbach sind alle Kulturdenkmäler der rheinland-pfälzischen Ortsgemeinde Kleinbundenbach aufgeführt. Grundlage ist die Denkmalliste des Landes Rheinland-Pfalz (Stand: 31. August 2023).

## Einzeldenkmäler
| Bezeichnung    | Lage                                                       | Baujahr | Beschreibung                                                                    | Bild                           |
| -------------- | ---------------------------------------------------------- | ------- | ------------------------------------------------------------------------------- | ------------------------------ |
| Quereinhaus    | Friedhofstraße 1 Lage                                      | um 1800 | Quereinhaus, um 1800 (oder spätes 19. Jahrhundert?)                             | weitere Bilder Fotos hochladen |
| Kriegerdenkmal | Hauptstraße, gegenüber der Abzweigung der Schulstraße Lage |         | Kriegerdenkmal 1914/18, Obelisk                                                 | Fotos hochladen                |
| Quereinhaus    | Hauptstraße 41 Lage                                        | 1894    | Quereinhaus, bezeichnet 1894                                                    | BW                             |
| Stampermühle   | nordöstlich des Ortes am Wiesbach Lage                     | 1829    | sechsachsiges klassizistisches Wohnhaus, bezeichnet 1829; Sandstein-Ziehbrunnen | BW                             |